# Lapinsaaret (ö i Norra Karelen, Joensuu, lat 62,92, long 30,69)
Lapinsaaret är en ö i Finland. Den ligger i sjön Koitere och i kommunen Ilomants i den ekonomiska regionen  Joensuu ekonomiska region  och landskapet Norra Karelen, i den sydöstra delen av landet, 400 km nordost om huvudstaden Helsingfors. Öns area är 45,7 hektar och dess största längd är 1,5 kilometer i nord-sydlig riktning.  Notera att namnet antyder att det är fråga om flera öar.